# Villarta de los Montes
Villarta de los Montes är en kommun i Spanien.   Den ligger i provinsen Provincia de Badajoz och regionen Extremadura, i den centrala delen av landet, 160 km sydväst om huvudstaden Madrid. Antalet invånare är 550. Villarta de los Montes ligger vid sjön Embalse de Cijara.